# غاري ديلوش
غاري ديلوش (بالإنجليزية: Gary DeLoach)‏ هو لاعب كرة قدم أمريكية أمريكي، ولد في 22 يونيو 1954 في هيوستن في الولايات المتحدة.